# Alianza Militar Islámica
La Alianza Militar Islámica (AMI), oficialmente Alianza Militar Islámica contra el Terrorismo (IMAFT) (en árabe, التحالف الإسلامي العسكري لمحاربة الإرهاب), traducción alternativa Coalición Militar de Contraterrorismo Islámico, es una alianza intergubernamental contraterrorista de países musulmanes unidos en torno a la intervención militar contra el Estado Islámico y otras actividades de contraterrorismo. Su creación fue anunciada por el ministro saudí de Defensa, Mohamed bin Salmán, el 15 de diciembre de 2015. La alianza tiene su centro de operaciones conjuntas en Riad, Arabia Saudita.
Cuando la coalición se anunció tenía 34 miembros. Más países se adhirieron y el número de miembros alcanzó los 41 cuando Omán se integró en diciembre de 2016. El 6 de enero de 2017, el exjefe militar pakistaní, General (R) Raheel Sharif, fue nombrado como el primer Comandante en Jefe de la AMI.

## Historia y objetivos
El AMI ha declarado que su objetivo primario es proteger países musulmanes de todos los grupos y organizaciones terroristas independientemente de su sectarismo y nombre. El AMI afirmó que  operará en línea con las Naciones Unidas y la Organización para la Cooperación Islámica (OIC) en sus previsiones de lucha antiterrorista.
En una rueda de prensa para el lanzamiento de la AMI, Mohammad bin Salman dijo que se "coordinarían" los esfuerzos para luchar contra el terrorismo en Irak, Siria, Libia, Egipto y Afganistán. Dijo también que, "habrá coordinación internacional con mayores poderes y organización internacional ... en operaciones como en Siria e Iraq."